# Rolf von Nauckhoff
Rolf Gösta Henricksson von Nauckhoff (né le 15 mai 1909 à Stockholm, mort le 25 juin 1968 à Munich) est un acteur suédois ayant fait carrière en Allemagne.

## Biographie
Rolf von Nauckhoff est issu d'une famille noble estonienne naturalisée dans la noblesse suédoise en 1777. Son grand-père Ernst Gustaf Gösta Reinhold Nauckhoff, docteur en philosophie et professeur agrégé de minéralogie et de géologie, participe à l'expédition du Spitzberg en 1868 sous la direction d'Adolf Erik Nordenskiöld en tant que minéralogiste.
Il est le fils de Johan Henrik Gustafsson von Nauckhoff, qui dirige une entreprise de ciment à Stockholm et est également conférencier et auteur. Cependant, Rolf von Nauckhoff grandit principalement avec son beau-père Elis Holmber à Lübeck, où il est de 1909 à 1945 consul général et chef du consulat royal de Suède. Il vient en Allemagne en 1916 à 7 ans, où il passe un total de 40 ans de sa vie avec quelques interruptions.
Rolf von Nauckhoff est initialement destiné à devenir officier, mais il s'intéresse à l'art et à la philosophie dès son plus jeune âge. À 17 ans, il rédige un journal de voyage qu'il illustre. Il s'affirme face à sa famille et étudie la peinture à l'Académie royale suédoise des Beaux-Arts. Plus tard, alors qu'il est déjà un acteur à succès, il fait son service militaire dans la compagnie étudiante de 1927 à 1930 et va à l'académie des beaux-arts de Göteborg de 1933 à 1935.
En plus de ses études d'art, Rolf von Nauckhoff suit des cours privés de théâtre auprès de divers professeurs dans les années 1920 et a son premier engagement au théâtre de Göteborg en 1934. En 1935, Rolf von Nauckhoff est engagé par son célèbre collègue Gösta Ekman au Vasateatern. Von Nauckhoff fait ses premières expériences devant la caméra dans le drame Johan Ulfstjerna réalisé par Gustaf Edgren en 1936.
En 1938, Rolf von Nauckhoff est envoyé à Berlin comme critique de théâtre pour un journal suédois. En plus de son travail de critique, il joue dans des pièces radiophoniques pour diverses stations de radio allemandes et suédoises.
La même année, l'acteur a des engagements au Theater am Schiffbauerdamm et au Tribüne. Au cinéma, il brille dans le rôle de l'avocat Paul dans la comédie Bruyant mensonge, réalisée par Heinz Rühmann. Peu de temps après, Rolf von Nauckhoff joue avec Rühmann dans la comédie Hurra! Ich bin Papa!.
La Seconde Guerre mondiale interrompt sa carrière au cinéma et limite son travail à des engagements avec diverses petites scènes d'artistes berlinois.
Après la guerre, sa carrière reprend de la vitesse et Rolf von Nauckhoff est engagé au Schauspielhaus de Vienne. Connu pour sa grande attention aux détails, von Nauckhoff joue dans des téléfilms américains se déroulant en Allemagne.
Entre 1950 et 1960, il est animateur et auteur pour Bayerischer Rundfunk, SWR et NDR.
Tout au long de sa carrière, Rolf von Nauckhoff ne se laisse enfermer dans aucun genre cinématographique, mais dans ses rôles principaux et secondaires, il incarne surtout des personnalités de haut rang telles que ministres, médecins, professeurs et autres décideurs. Il reste fidèle au théâtre et à la peinture tout au long de sa vie.
Le premier mariage de Rolf von Nauckhoff est avec Maria Bernheim (née Herbot, 1897–1957), de douze ans son aînée. Le mariage a lieu à la demande de Heinz Rühmann, qui était marié à Maria Bernheim jusqu'en 1938, mais avait divorcé parce qu'elle était juive et Rühmann ne voulait pas compromettre sa carrière. Grâce au mariage, Maria Bernheim obtient la nationalité suédoise, de sorte qu'elle peut vivre tranquillement à Berlin pendant un certain temps. En 1942, Rolf et Maria von Nauckhoff divorcent ; en mars 1943, Maria von Nauckhoff part pour Stockholm avec son passeport suédois.
En 1949, Rolf von Nauckhoff épouse en secondes noces son grand amour Charlotte Brucks. Le mariage donne une fille Birgit von Nauckhoff (née en 1944) et un fils Gösta von Nauckhoff (1946-2002).

## Filmographie
- 1936 : Johan Ulfstjerna (sv)
- 1936 : Skeppsbrutne Max (sv)
- 1938 : Bruyant mensonge (de)
- 1939 : Hurra! Ich bin Papa! (de)
- 1949 : L'Or blanc
- 1949 : Duel avec la mort
- 1950 : Épilogue - Le mystère de l'Orplid
- 1950 : Der Mann, der zweimal leben wollte
- 1950 : Kronjuwelen (de)
- 1951 : Die Tat des Anderen
- 1951 : Die Sehnsucht des Herzens (de)
- 1951 : Begierde (de)
- 1951 : Die Dame in Schwarz (de)
- 1952 : Hård klang
- 1953 : Man on a Tightrope
- 1953 : L'amour n'est pas un jeu
- 1953 : Rote Rosen, rote Lippen, roter Wein
- 1953 : Liebeserwachen (de)
- 1953 : Le Tigre de Colombo (de)
- 1954 : Prisonnière du Maharadjah (de)
- 1954 : Rittmeister Wronski
- 1954 : Unternehmen Edelweiß (de)
- 1954 : Double destin
- 1955 : Le Forgeron de Saint-Bartholomé (de)
- 1955 : Verlorene Söhne (TV)
- 1955 : Der grüne Kakadu (TV)
- 1955 : Jeunes Filles sans frontières
- 1956 : Vor 100 Jahren fing es an
- 1956 : Staatsbegräbnis (TV)
- 1956 : Liane la sauvageonne
- 1957 : Die Gangster von Valence (TV)
- 1957 : Rübezahl – Herr der Berge
- 1957 : Liane, l'esclave blanche
- 1957 : Die fidelen Detektive (de)
- 1957 : Le Médecin de Stalingrad
- 1959 : Heiße Ware (de)
- 1959 : La Rage de vivre
- 1959 : Arzt aus Leidenschaft (de)
- 1959 : La Vache et le Prisonnier
- 1960 : Orientalische Nächte (de)
- 1960 : Les Mystères d'Angkor
- 1960 : … und keiner schämte sich (de)
- 1960 : Mal drunter – mal drüber (de)
- 1960 : Ein Weihnachtslied in Prosa oder Eine Geistergeschichte zum Christfest (de) (TV)
- 1961 : Question 7
- 1961 : The Magic Fountain
- 1961 : Liane, die Tochter des Dschungels
- 1962 : Zwei Bayern in Bonn (de)
- 1962 : Peter Pan (TV)
- 1963 : Die Legende vom heiligen Trinker (TV)
- 1963 : Die Entscheidung (TV)
- 1963 : Den Tod in der Hand (TV)
- 1963 : Don Carlos - Infant von Spanien (TV)
- 1963 : Der Chef wünscht keine Zeugen (de)
- 1963 : Das Kriminalmuseum: Die Frau im Nerz (de)
- 1963 : Das Kriminalmuseum: Die Nadel
- 1964 : Das Kriminalmuseum: Tödliches Schach
- 1964 : La Fureur d'aimer (de)
- 1965 : Keine Angst vor der Hölle? (TV)
- 1966 : Die rote Rosa (TV)
- 1967 : Le Baron vampire
- 1967 : Das Rasthaus der grausamen Puppen
- 1968 : Gib mir Liebe (de)